# Незнакин, Анатолий Васильевич
Анатолий Васильевич Незнакин (род. 1 мая 1952) — советский и российский композитор, педагог. Заслуженный деятель искусств России (2003). Заслуженный деятель искусств Республики Марий Эл (1992).

## Биография
Родился 1 мая 1952 года в п. Новый Торъял Республики Марий Эл.
В 1960 г. семья переехала в п. Советский. В возрасте 12 лет поступил в музыкальную школу по классу баяна. В это же время начал сочинять. Юный музыкант смело взялся за написание симфонии, хотя никогда ранее не видел партитур. В неё включил известные ему инструменты симфонического и духового оркестров. Кроме этого, он пишет несколько сонат для баяна. Конечно, мальчику был нужен совет опытного композитора. И он посылает рукопись сонаты в Москву, Д. Б. Кабалевскому. В своем ответе Кабалевский пожелал успехов юному музыканту и посоветовал учиться композиции.
В 1968 г. А. Незнакин поступил в Йошкар-Олинское музыкальное училище им. Палантая на теоретическое отделение.
С 1972 по 1977 гг. А. Незнакин продолжает своё обучение в классе композиции заслуженного деятеля искусств РСФСР и МАССР А.Б. Луппова в Казанской государственной консерватории. Среди своих учителей Анатолий Васильевич называет и крупнейшего татарского композитора Н. Г. Жиганова, в классе которого молодые марийские композиторы изучали инструментовку.
C 1977 г. работает Йошкар-Олинском музыкальном училище им. Палантая.
В 2001—2006 годы возглавлял отделение Союза композиторов Республики Марий Эл.
Имя композитора известно за пределами Республики Марий Эл, его музыку исполняли множество известных исполнителей.

## Творчество

#### Сценические произведения
- Танцовщица. Семь хореографических миниатюр для оркестра (1979)
- Маски. Одноактный балет. Либретто А. Николаева (1982)
- Вальс под кукушку. Монодрама. Для тенора, детского хора и оркестра. (По П. Вегину)(1988)
- «Дама с мопсом и курочка ряба» (одноактная опера) (2009—2010)

#### Симфонические произведения
- «Симфониетта» (1975)
- «Послепрошедшее» Вариации для саксофона с оркестром (2004)
- Симфония № 1 (1980)
- Симфония № 2(1981)
- Симфония № 3—Детская (1986)
- Концерт для альта и камерного оркестра (1997)
- Театральный дивертисмент (2006)
- День балета (2008)
- Ликование для секстета и камерного оркестра (2014)
- Ветер для оркестра (2015)
- Маленький двойной концерт для кларнета, флейты, 3-х скрипок, фортепиано и струнного трио (2015)

#### Камерно-инструментальные произведения

##### Для фортепиано
- Сонатины
- Вариации на ряд звуков, положенный в начало фуг первого тома «Хорошо темперированного клавира» И. С. Баха (1976)
- Пьесы

##### Для струнных
- Соната для альта-соло (1990)
- Дуэты для двух скрипок (2002—2004 гг.)

##### Для духовых
Сонатины: для флейты-соло (№ 1-1989, № 2-1996), Флейтовый альбомчик (2001)

##### Ансамбли
- Струнный квартет: № 4(1999)
- Квинтет для кларнета, двух скрипок, альта и виолончели (1973)
- Концерт для саксофона-альта и фортепианного трио (1999)
- Две пьесы для ансамбля скрипачей: Посвящение. Мелодия.
- Весна в Торъяле для квартета деревянных духовых (2006)

#### Вокальные сочинения
- 6 русских народных песен для меццо-сопрано и фортепиано (1974, 1975,

1990)
- Монологи. Для голоса, альта и фортепиано. Сл. Ю. Рыбчинского, А. Тарковского, С. Городецкого, О. Мандельштама (1 редакция — 1976, 2

редакция- 1989).
- Маленькая кантата «Sub luna amo» (1995)
- Два вокализа для смешанного хора (2000)

#### Драматического театра
- «Гасан — искатель счастья» Е. Сперанского (1981).
- «Корсиканка»(1999).

#### Театра кукол
- «Варшавский набат» В. Коростылева (1985).
- «Подарок для Дашеньки» 3. Шуриновой (1985).
- «Опасная сказка» И. Демчука (1986).
- «Сказка о мертвой царевне» А. Пушкина (1987),
- «Волшебная лампа Алладина» (1991),
- «Краса ненаглядная» (1992),
- «Герда» (1993),
- «По щучьему веленью, по космическому хотенью» (1997),
- «Солнечный лучик» (2000),
- «Веселая карета» (2000).